# Les Granettes

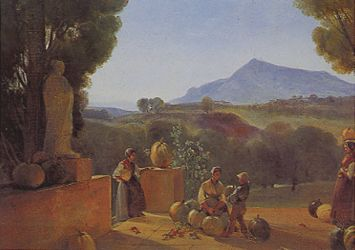
« La récolte des citrouilles à la Bastide de Malvallat », par François-Marius Granet (1796).

Les Granettes sont un hameau de la commune d'Aix-en-Provence, situé sur la route de Berre (route départementale 10). Il appartient au canton d'Aix-en-Provence-Sud-Ouest. Ce hameau compte une école ainsi qu'une cave coopérative.
Le hameau tire son nom du peintre aixois François-Marius Granet qui y possédait un grand domaine qu'il légua à la ville d'Aix-en-Provence,. L'artiste réalisa de nombreuses oeuvres aux Granettes, notamment « La récolte des citrouilles à la bastide de Malvallat » en 1796 (musée du Louvre).

## Population et société

### Éducation
Les Granettes comptent une école élémentaire, située au 210, chemin de Granet. Elle contient 6 classes d'élèves.

### Sport
Le hameau des Granettes possède plusieurs équipements sportifs qui permettent aux Aixois la pratique de sports aussi diversifiés que l'équitation ou le golf.